# Kanton Montembœuf
Der Kanton Montembœuf war bis 2015 ein französischer Wahlkreis im Département Charente und in der damaligen Region Poitou-Charentes. Er umfasste zwölf Gemeinden im Arrondissement Confolens; sein Hauptort (frz.: chef-lieu) war Montembœuf. Die landesweiten Änderungen in der Zusammensetzung der Kantone brachten im März 2015 seine Auflösung.
Der Kanton Montembœuf war 203,55 km2 groß und hatte 3879 Einwohner (Stand: 2012).

## Gemeinden
| Gemeinde             | Einwohner Jahr | Fläche km² | Bevölkerungsdichte | Code INSEE | Postleitzahl |
| -------------------- | -------------- | ---------- | ------------------ | ---------- | ------------ |
| Cherves-Châtelars    | 412 (2013)     | –          | – Einw./km²        | 16096      | 16310        |
| Lésignac-Durand      | 182 (2013)     | –          | – Einw./km²        | 16183      | 16310        |
| Le Lindois           | 339 (2013)     | –          | – Einw./km²        | 16188      | 16310        |
| Massignac            | 390 (2013)     | –          | – Einw./km²        | 16212      | 16310        |
| Mazerolles           | 329 (2013)     | –          | – Einw./km²        | 16213      | 16310        |
| Montembœuf           | 686 (2013)     | –          | – Einw./km²        | 16225      | 16310        |
| Mouzon               | 132 (2013)     | –          | – Einw./km²        | 16239      | 16310        |
| Roussines            | 259 (2013)     | –          | – Einw./km²        | 16289      | 16310        |
| Saint-Adjutory       | 450 (2013)     | –          | – Einw./km²        | 16293      | 16310        |
| Sauvagnac            | 67 (2013)      | –          | – Einw./km²        | 16364      | 16310        |
| Verneuil             | 97 (2013)      | –          | – Einw./km²        | 16398      | 16310        |
| Vitrac-Saint-Vincent | 519 (2013)     | –          | – Einw./km²        | 16416      | 16310        |